# Meriwether Lewis
Meriwether Lewis (contea di Albemarle, 18 agosto 1774 – Hohenwald, 11 ottobre 1809) è stato un esploratore statunitense.

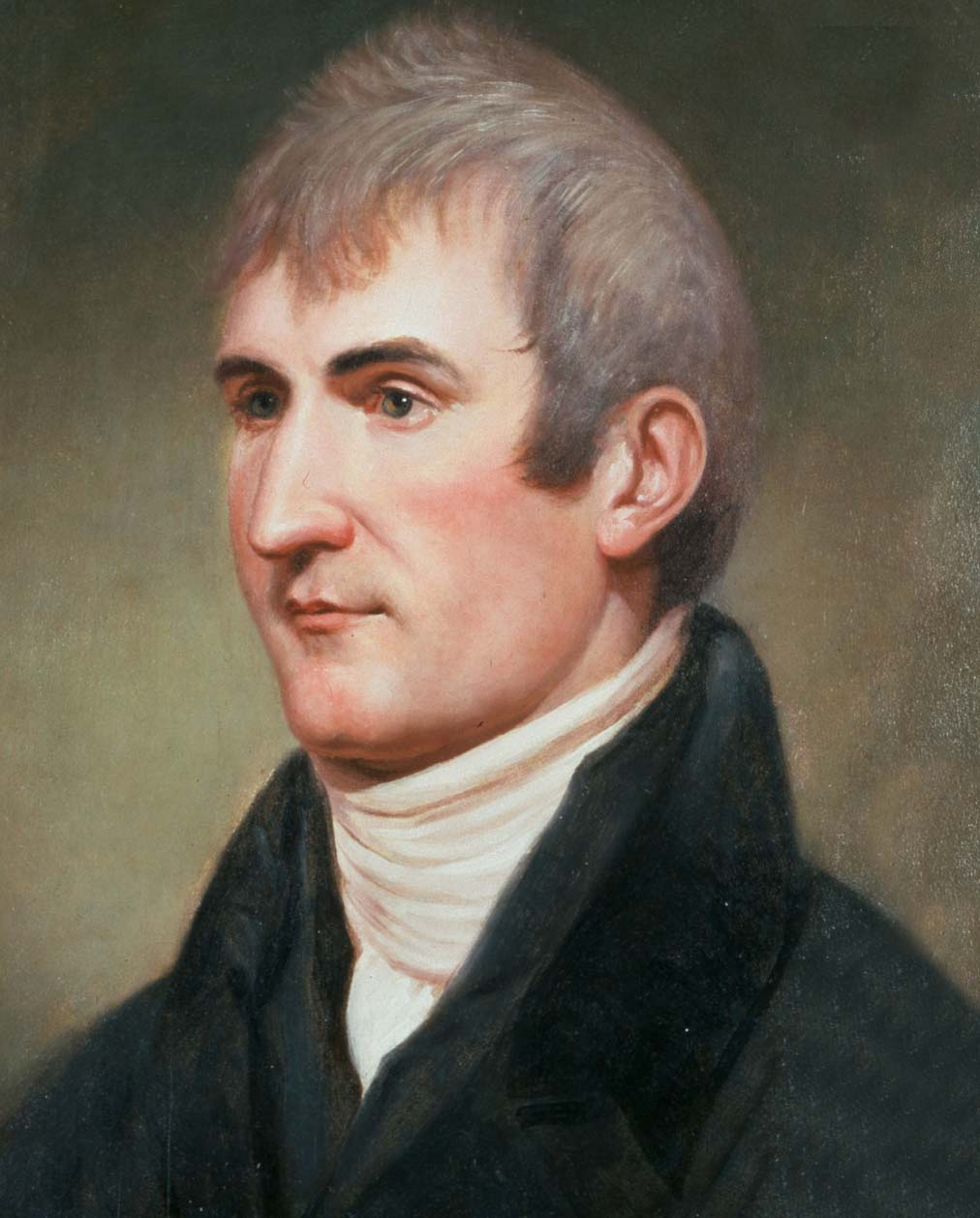
Ritratto di Meriwether Lewis

Fu anche soldato e governatore ma è meglio conosciuto per essere stato a capo della nota "spedizione di Lewis e Clark" la cui missione fu quella di scoprire i nuovi territori della Louisiana del tempo, appena acquistati dalla Francia tramite un accordo.

## Biografia
Lewis nacque nella contea di Albemarle (nell'odierna cittadina di Ivy), in Virginia, dal tenente William Lewis, il quale aveva antenati gallesi, e da Lucy Meriwether. All'età di dieci anni si trasferì in Georgia ed in seguito, a tredici anni, venne rispedito in Virginia per ricevere un'educazione da alcuni insegnanti privati. Uno dei tutori fu Parson Maury che era stato in passato insegnante anche di Thomas Jefferson per la durata di due anni.
Negli anni '90 del XVIII secolo Lewis si diplomò alla Liberty Hall Academy di Lexington, si unì all'esercito della Virginia e nel 1794 venne spedito a far parte del distaccamento atto a reprimere la cosiddetta "Whiskey Rebellion".
Nel 1795 si unì all'esercito regolare, nello stesso distaccamento del suo futuro compagno William Clark, e servì fino al 1801 raggiungendo il grado di capitano.
Nel 1801 Lewis fu nominato segretario privato di Thomas Jefferson. Originariamente avrebbe dovuto procurare informazioni riguardo alla politica tenuta dall'esercito statunitense, ma in seguito rimase coinvolto nella pianificazione della famosa spedizione e fu mandato a Philadelphia dal presidente stesso per fornire istruzioni riguardo alla cartografia e le osservazioni scientifiche. Lewis partì da Pittsburgh in direzione St. Louis per via fluviale, percorrendo il fiume Ohio, e raccogliendo lungo il tragitto materiali, equipaggiamento nonché personale utile per la spedizione.
Tra il 1804 ed il 1806 la cosiddetta "Corps of Discovery" esplorò migliaia di chilometri attorno ai bacini fluviali del Missouri e del Columbia cercando un'ipotetica via d'acqua che potesse condurre fino all'Oceano Pacifico. Condividendo la responsabilità di comando con Clark, pur restando tecnicamente l'unico capo-spedizione, Lewis condusse la truppa in salvo attraverso le Montagne Rocciose fino alla costa pacifica, ritorno compreso, con la perdita di un solo uomo, peraltro dovuta ad appendicite.
Durante il viaggio Lewis osservò, raccolse e catalogò centinaia di piante ed animali precedentemente sconosciute alla scienza.
La spedizione rappresentò il primo punto di contatto con le genti europee per molte tribù di nativi americani. Attraverso dei traduttori e il linguaggio universale dei gesti Lewis condusse un rudimentale studio etnografico delle popolazioni incontrate e lasciò le basi per un futuro sviluppo economico e commerciale che in seguito assicurò l'egemonia statunitense sui vasti territori interni.
Dopo il ritorno dalla spedizione Lewis ricevette una ricompensa di 1.500 acri di terra (6 km²) e nel 1807 Jefferson lo nominò governatore della Louisiana; fu così che si stabilì a St. Louis. Egli fu un amministratore mediocre, spesso coinvolto in problemi tra piccoli politici locali e non riuscì mai a mantenere un contatto con i suoi superiori a Washington.
Lewis in questi anni conobbe il problema dell'alcolismo che, unito alla depressione, lo portò nel 1809 al suicidio, inflitto con un colpo di arma da fuoco. Questo avvenne in una taverna chiamata Grinder's Stand, situata a 100 km circa da Nashville, durante il suo viaggio, verso Washington dove era chiamato a rispondere del suo recente malgoverno. Ad ogni modo non è mai stato chiarito se si trattò di suicidio, tesi sostenuta dal presidente Jefferson, o di omicidio, tesi sostenuta invece dalla famiglia di Lewis, e l'alone di mistero permane sino ad oggi.
L'esploratore venne sepolto ad Hohenwald, Tennessee, non distante da dove trovò la morte ed è ricordato da un cippo commemorativo (il Meriwether Lewis Monument) sito lungo la Natchez Trace Parkway.